# Номенклатура ЮНЕСКО
Номенклату́ра ЮНЕ́СКО для областе́й нау́ки и те́хники (сокращённо Номенклатура ЮНЕСКО) — система, разработанная ЮНЕСКО для классификации научных работ и диссертаций. По уровню детализации имеются двух-, четырёх-, шестизначные классификаторы. Оригинал издан только на английском языке и утверждён 12 января 1989 года.

## 2-значная классификация
11 Логика

12 Математика

21 Астрономия, астрофизика

22 Физика

23 Химия

24 Биология

25 Науки о Земле: геология, океанология, гляциология и т. д.

31 Сельскохозяйственные науки

32 Медицина

33 Техника

51 Антропология

52 Демография

53 Экономика

54 География

55 История

56 Право

57 Лингвистика 

58 Педагогика

59 Политология 

61 Психология

62 Науки об искусстве и литературе

63 Социология 

71 Этика 

72 Философия 